# I Love the Sound of Breaking Glass
"I Love the Sound of Breaking Glass" is een nummer van de Britse singer-songwriter Nick Lowe. Het verscheen op zijn debuutalbum Jesus of Cool uit 1978. Op 17 februari van dat jaar werd het uitgebracht als de tweede single van het album.

## Achtergrond
"I Love the Sound of Breaking Glass" is geschreven door Lowe, Andrew Bodnar en Steve Goulding en geproduceerd door Lowe. In een interview uit 2011 vertelde Lowe dat hij het nooit live speelde: "Ik heb een liedje, 'I Love the Sound of Breaking Glass', dat een redelijke hit in Europa was. Ik word soms gevraagd om dat tijdens shows te spelen, maar dat doe ik gewoon niet. Het is een erg goede opname, maar er zit niet echt een nummer in. Het was een halfgebakken idee dat ik had toen ik de studio inging en waar de bassist en de drummer een sausje aan gaven. Maar als ik het alleen met akoestische gitaar zou spelen, zou het publiek waarschijnlijk beleefd applaudiseren, maar bij het tweede couplet zouden ze naar hun nagels kijken en wachten op het volgende lied. Er zit niet heel veel in."
"I Love the Sound of Breaking Glass" werd in een aantal landen een hit. In het Verenigd Koninkrijk behaalde het de zevende plaats in de UK Singles Chart. In Nederland piekte het op plaats 21 in de Top 40 en plaats 17 in de Nationale Hitparade, terwijl in Vlaanderen de dertiende positie in een voorloper van de Ultratop 50 gehaald werd. Ter promotie van de single trad Lowe op in het televisieprogramma Top of the Pops, een opname waar zijn toekomstige vrouw Carlene Carter aanwezig was. Tijdens deze show droeg hij een pak dat door de Riddler was geïnspireerd.

## Hitnoteringen

### Nederlandse Top 40
| Hitnotering: 25-03-1978 t/m 29-04-1978 | Hitnotering: 25-03-1978 t/m 29-04-1978 | Hitnotering: 25-03-1978 t/m 29-04-1978 | Hitnotering: 25-03-1978 t/m 29-04-1978 | Hitnotering: 25-03-1978 t/m 29-04-1978 | Hitnotering: 25-03-1978 t/m 29-04-1978 | Hitnotering: 25-03-1978 t/m 29-04-1978 | Hitnotering: 25-03-1978 t/m 29-04-1978 |
| Week                                   | 1                                      | 2                                      | 3                                      | 4                                      | 5                                      | 6                                      |                                        |
| -------------------------------------- | -------------------------------------- | -------------------------------------- | -------------------------------------- | -------------------------------------- | -------------------------------------- | -------------------------------------- | -------------------------------------- |
| Nummer                                 | 33                                     | 23                                     | 21                                     | 21                                     | 28                                     | 36                                     | uit                                    |

### Nationale Hitparade
| Hitnotering: 25-03-1978 t/m 29-04-1978 | Hitnotering: 25-03-1978 t/m 29-04-1978 | Hitnotering: 25-03-1978 t/m 29-04-1978 | Hitnotering: 25-03-1978 t/m 29-04-1978 | Hitnotering: 25-03-1978 t/m 29-04-1978 | Hitnotering: 25-03-1978 t/m 29-04-1978 | Hitnotering: 25-03-1978 t/m 29-04-1978 | Hitnotering: 25-03-1978 t/m 29-04-1978 |
| Week                                   | 1                                      | 2                                      | 3                                      | 4                                      | 5                                      | 6                                      |                                        |
| -------------------------------------- | -------------------------------------- | -------------------------------------- | -------------------------------------- | -------------------------------------- | -------------------------------------- | -------------------------------------- | -------------------------------------- |
| Nummer                                 | 28                                     | 20                                     | 17                                     | 20                                     | 21                                     | 23                                     | uit                                    |

### NPO Radio 2 Top 2000
| Nummer met noteringen in de NPO Radio 2 Top 2000 | '99  | '00 | '01  |
| ------------------------------------------------ | ---- | --- | ---- |
| I Love the Sound of Breaking Glass               | 1838 | -   | 1813 |

1. ↑  Een '-' betekent dat het nummer niet was genoteerd en een vetgedrukt getal geeft de hoogste notering aan.
2. ↑  Deze tabel is bijgewerkt tot en met de laatste editie (2024).